# Municipio de Fergus Falls
El municipio de Fergus Falls (en inglés: Fergus Falls Township) es un municipio ubicado en el condado de Otter Tail en el estado estadounidense de Minnesota. En el año 2010 tenía una población de 1006 habitantes y una densidad poblacional de 14,08 personas por km².

## Geografía
El municipio de Fergus Falls se encuentra ubicado en las coordenadas 46°19′59″N 96°6′9″O / 46.33306, -96.10250. Según la Oficina del Censo de los Estados Unidos, el municipio tiene una superficie total de 71.43 km², de la cual 69,58 km² corresponden a tierra firme y (2,59 %) 1,85 km² es agua.

## Demografía
Según el censo de 2010, había 1006 personas residiendo en el municipio de Fergus Falls. La densidad de población era de 14,08 hab./km². De los 1006 habitantes, el municipio de Fergus Falls estaba compuesto por el 98,11 % blancos, el 0,6 % eran afroamericanos, el 0,4 % eran de otras razas y el 0,89 % eran de una mezcla de razas. Del total de la población el 0,99 % eran hispanos o latinos de cualquier raza.